# Swedish Touring Car Championship 2007
Swedish Touring Car Championship 2007 var den tolfte säsongen av Swedish Touring Car Championship. Mästare blev Fredrik Ekblom i WestCoast Racing.
Den här säsongen räknades som en vändpunkt för användandet av alternativa bränslen. Volvo var pionjärerna. De var att under året de enda teamet som lyckats med att få en miljöbil konkurrenskraftig. STCC har etablerat sig som en av Europas fem största standardvagnsmästerskap.

## Kalender
| Datum        | Bana           | Vinnare                 | Team                      |
| ------------ | -------------- | ----------------------- | ------------------------- |
| 22 april     | Sturup Raceway | Robert Dahlgren         | Polestar Racing           |
| 6 maj        | Ring Knutstorp | Robert Dahlgren         | Polestar Racing           |
| 20 maj       | Mantorp Park   | Richard Göransson       | Flash Engineering         |
| 3 juni       | Gelleråsen     | Fredrik Ekblom          | WestCoast Racing          |
| 17 juni      | Anderstorp     | Robin Rudholm           | WestCoast Racing          |
| 30 juni      | Våler          | Richard Göransson       | Flash Engineering         |
| 15 juli      | Falkenberg     | Thed Björk              | Kristoffersson Motorsport |
| 19 augusti   | Karlskoga      | Richard Göransson       | Flash Engineering         |
| 2 september  | Ring Knutstorp | Alexander Storckenfeldt | Polestar Racing           |
| 16 september | Sturup Raceway | Fredrik Ekblom          | WestCoast Racing          |
| 30 september | Mantorp Park   | Tommy Rustad            | OTS                       |

## Team och Förare
| Bilmärke                  | Team                        | Nummer | Förare                  |
| ------------------------- | --------------------------- | ------ | ----------------------- |
| BMW E90                   | WestCoast Racing            | 3      | Robin Rudholm           |
| BMW E90                   | WestCoast Racing            | 4      | Fredrik Ekblom          |
| BMW E90                   | Flash Engineering           | 2      | Richard Göransson       |
| BMW E90                   | Flash Engineering           | 3      | Jan "Flash" Nilsson     |
| Volvo S60                 | Polestar Racing             | 6      | Robert Dahlgren         |
| Volvo S60                 | Polestar Racing             | 7      | Alexander Storckenfeldt |
| Audi A4                   | Kristoffersson Motorsport   | 1      | Thed Björk              |
| Audi A4                   | Kristoffersson Motorsport   | 10     | Tommy Kristoffersson    |
| Audi A4                   | Kristoffersson Motorsport   | 55     | Frank Stippler          |
| Alfa Romeo 156            | MA:GP                       | 20     | Mattias Andersson       |
| Peugeot 407               | IPS Motorsport              | 21     | Johan Stureson          |
| Opel Astra GTC            | Opel Team Sweden            | 8      | Tommy Rustad            |
| Honda Accord Euro R       | Engström Motorsport         | 5      | Tomas Engström          |
| BMW E46                   | Team CaWalli                | 44     | David Björk             |
| BMW E46                   | Nordic Fine Art             | 11     | Roger Eriksson          |
| BMW E46                   | Nordic Fine Art             | 22     | Fredrik Lestrup         |
| Mercedes C200             | PWR Racing Team             | 14     | Hans Simonsson          |
| Mercedes C200             | MB-Sport                    | 15     | Tobias Johansson        |
| Chevrolet Lacetti         | Chevrolet Motorsport Sweden | 16     | Nicklas Karlsson        |
| Honda Accord              | Artman Racing               | 17     | Andrey Smetsky          |
| BMW E90                   | Elgh Motorsport             | 12     | Carl Rosenblad          |
| BMW E46 (Privat)          | Huggare Racing              | 96     | Viktor Huggare          |
| BMW E46 (Privat)          | Tysslinge Racing            | 97     | Tobias Tegelby          |
| Opel Astra Coupé (Privat) | Team Euromaster             | 98     | Joakim Frid             |
| Volvo S60 (Privat)        | ?                           | 99     | Ronnie Brandt           |

## Slutställning

### Förarmästerskapet
| Nr | Förare                  | Team                        | Poäng |
| -- | ----------------------- | --------------------------- | ----- |
| 1  | Fredrik Ekblom          | WestCoast Racing            | 62    |
| 2  | Robert Dahlgren         | Polestar Racing             | 51    |
| 3  | Richard Göransson       | Flash Engineering           | 48    |
| 4  | Thed Björk              | Kristoffersson Motorsport   | 41    |
| 5  | Jan "Flash" Nilsson     | Flash Engineering           | 34    |
| 6  | Robin Rudholm           | WestCoast Racing            | 33    |
| 7  | Frank Stippler          | Kristoffersson Motorsport   | 30    |
| 8  | Johan Stureson          | IPS Motorsport              | 21    |
| 9  | Alexander Storckenfeldt | Polestar Racing             | 20    |
| 10 | Mattias Andersson       | MA:GP                       | 19    |
| 11 | Tommy Rustad            | Opel Team Sweden            | 17    |
| 12 | Tomas Engström          | Engström Motorsport         | 16    |
| 13 | David Björk             | Team caWalli                | 15    |
| 14 | Tommy Kristoffersson    | Kristoffersson Motorsport   | 11    |
| 15 | Joakim Frid - CC        | Team Euromaster             | 5     |
| 16 | Roger Eriksson          | Nordic Fine Art             | 5     |
| 17 | Fredrik Lestrup         | Nordic Fine Art             | 1     |
| -  | Tobias Johansson        | MB-Sport                    | 0     |
| -  | Hans Simonsson          | PWR Racing Team             | 0     |
| -  | Tobias Tegelby - CC     | Tysslinge Racing            | 0     |
| -  | Viktor Huggare - CC     | Huggare Racing              | 0     |
| -  | Ronnie Brandt - CC      | ?                           | 0     |
| -  | Carl Rosenblad          | Elgh Motorsport             | 0     |
| -  | Andrey Smetsky          | Artman Racing               | 0     |
| -  | Nicklas Karlsson        | Chevrolet Motorsport Sweden | 0     |

- CC = Caran Cup (privatförarcupen)

### Teammästerskapet
| Nr | Team                                    | Poäng |
| -- | --------------------------------------- | ----- |
| 1  | Flash Engineering                       | 75    |
| 2  | WestCoast Racing                        | 72    |
| 3  | Kristoffersson Motorsport               | 68    |
| 4  | Volvo Original Racing (Polestar Racing) | 60    |
| 5  | MA:GP                                   | 29    |
| 6  | Engström Motorsport                     | 27    |
| 7  | Team caWalli                            | 26    |
| 8  | Opel Team Sweden                        | 24    |
| 9  | IPS Motorsport                          | 23    |
| 10 | Nordic Fine Art/PTR                     | 19    |
| 11 | PWR Racing Team/MB-Sport                | 3     |
| -  | Chevrolet Motorsport Sweden             | 0     |

### Märkesmästerskapet
| Nr | Märke      | Poäng |
| -- | ---------- | ----- |
| 1  | BMW        | 96    |
| 2  | Audi       | 75    |
| 3  | Volvo      | 67    |
| 4  | Alfa Romeo | 38    |
| 5  | Honda      | 36    |
| 6  | Opel       | 34    |
| 7  | Peugeot    | 28    |
| 8  | Mercedes   | 23    |
| 9  | Chevrolet  | 4     |

### Caran Cup (privatförarcupen)
| Nr | Förare         | Team             | Poäng |
| -- | -------------- | ---------------- | ----- |
| 1  | Joakim Frid    | Team Euromaster  | 82    |
| 2  | Tobias Tegelby | Tysslinge Racing | 72    |
| 3  | Viktor Huggare | Huggare Racing   | 34    |
| 4  | Ronnie Brandt  | ?                | 32    |